# Мнения сторон
«Мнения сторон» (англ. Taking Sides) — кинофильм режиссёра Иштвана Сабо, снятый в 2001 году по одноименной пьесе Рональда Харвуда и посвящённый процессу по денацификации над дирижёром Вильгельмом Фуртвенглером в 1946 году.

## Сюжет
Сюжет фильма основан на реальных событиях — следствии, проведённом в 1946 году американскими оккупационными властями в рамках денацификации оккупированной Германии в отношении выдающегося дирижёра Вильгельма Фуртвенглера.
Фильм открывается кадрами Фуртвенглера (Стеллан Скарсгард), дирижирующего симфонией № 5 Бетховена. Гаснет свет, и концерт приходится прекратить. В уборную Фуртвенглера приходит министр и советует уехать из страны на время (намекая на угрозу ареста).
После освобождения Берлина союзными войсками американский генерал Уоллес поручает майору Стиву Арнольду (Харви Кейтель) провести в американской оккупационной зоне Берлина следствие в отношении причастности известных немецких деятелей культуры к преступлениям нацистского режима. Наиболее известным из них является Фуртвенглер, майор Арнольд получает задание доказать его связи с нацистской партией. Арнольд ведёт дело вместе с лейтенантом Дэвидом Уиллсом, американским евреем, и секретаршей Эммалине Штраубе, дочерью немецкого офицера, участника заговора против Гитлера. Из допроса оркестрантов Берлинского филармонического оркестра выясняется, что выдающийся дирижёр защищал работавших в оркестре евреев, многих из которых спас от концлагеря, отказывался вступать в нацистскую партию и отдавать нацистское приветствие.
Майор Арнольд требует от Фуртвенглера ответов на неудобные вопросы. Почему тот не эмигрировал, когда нацисты пришли к власти? Почему давал концерты в рамках празднования дня рождения Гитлера и съезда нацистской партии? Почему крупнейший дирижёр Германии пошёл на сотрудничество с режимом? Фуртвенглер оправдывается тем, что считал необходимым сохранить немецкую культуру и помочь своими исполнениями немцам, находившимся под гнётом тоталитарного режима. Параллельно в ходе следствия вскрываются человеческие слабости Фуртвенглера: ревность к молодому дирижёру Герберту фон Караяну, увлечение женщинами. Тем временем представитель советского командования полковник Дымшиц (Олег Табаков) защищает дирижёра, считая, что тот выполнял свой долг перед страной в тяжёлых условиях и не должен был эмигрировать. Кроме того, Дымшиц имеет приказ вытащить Фуртвенглера и даже предлагает взамен других музыкантов. Встают на сторону Фуртвенглера и Уиллс с секретаршей. Позиция майора Арнольда, после долгих споров проникающегося всё большей неприязнью к Фуртвенглеру, неизменна — чем крупнее фигура, тем большую она несёт ответственность за свои поступки. В конечном счёте Арнольд передаёт дело в суд.
В послесловии сообщается, что Вильгельм Фуртвенглер был полностью оправдан судом по всем пунктам обвинения и вскоре вернулся на пост руководителя Берлинского филармонического оркестра. Тем не менее, ему так и не позволили выступать в США.
В заключение фильма на подлинных архивных кадрах Фуртвенглер дирижирует симфонией № 9 Бетховена в присутствии ряда руководителей нацистского режима. По окончании исполнения Йозеф Геббельс, подойдя к сцене, пожимает ему руку. Кланяясь публике, Фуртвенглер незаметно вытирает руку платком.

## В ролях
| Актёр             | Роль                                    |
| ----------------- | --------------------------------------- |
| Харви Кейтель     | майор Стив Арнольд                      |
| Стеллан Скарсгард | Вильгельм Фуртвенглер                   |
| Мориц Бляйбтрой   | лейтенант Дэвид Уиллс                   |
| Биргит Минихмайр  | Эмми Штраубе                            |
| Олег Табаков      | полковник Дымшиц                        |
| Ульрих Тукур      | Гельмут Альфред Роде вторая скрипка БФО |
| Ханс Цишлер       | Рудольф Отто Вернер гобоист БФО         |
| Армин Роде        | Шлее литаврист БФО                      |
| Ли Эрми           | генерал Уоллес                          |
| Франк Лебёф       | адъютант                                |